# Inox-rijtuig

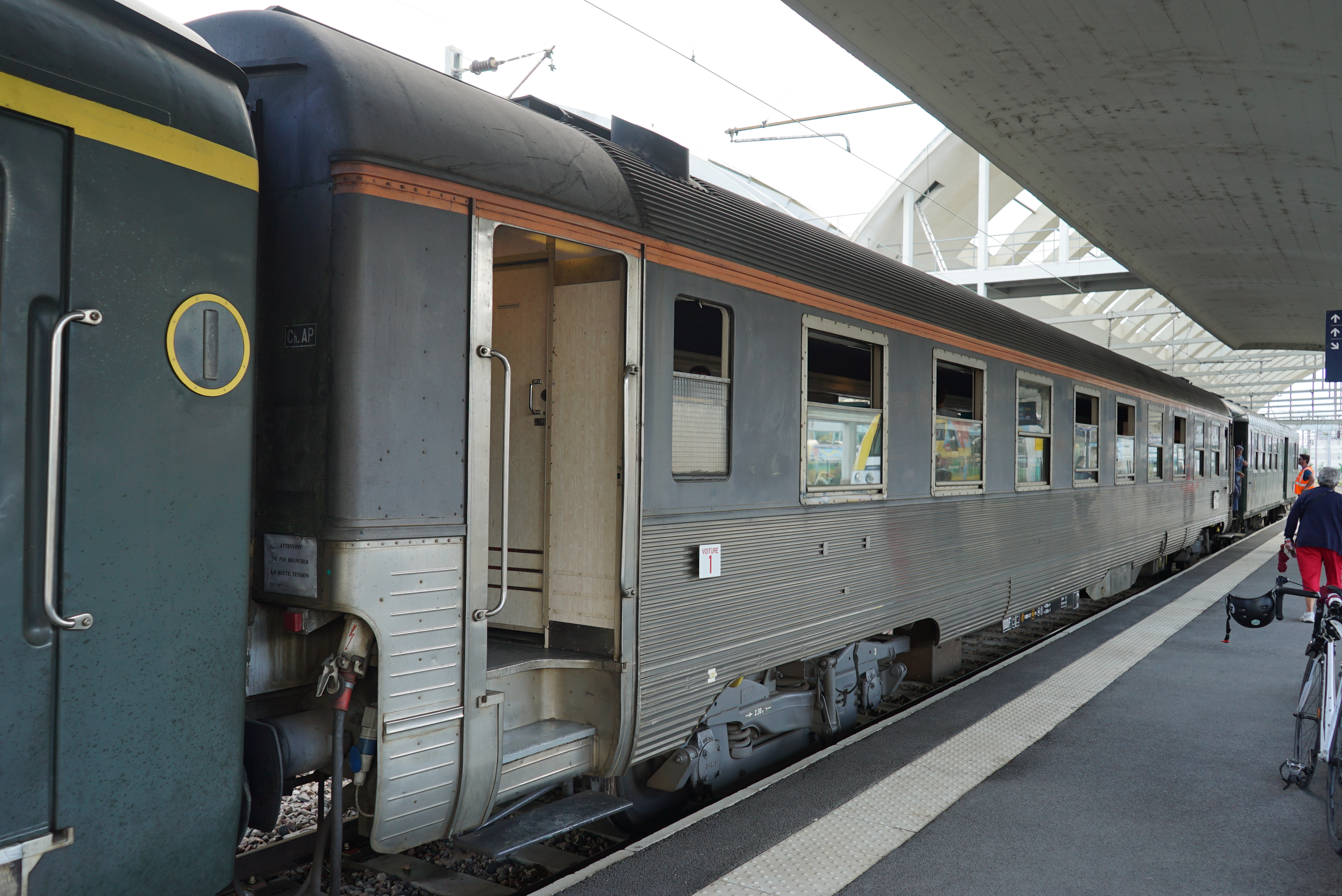
Inox-rijtuig in 2019 op station Reims

De Inox-rijtuigen zijn Franse rijtuigen voor langeafstandstreinen. De Franse spoorwegindustrie bouwde in de jaren 50 en 60 van de twintigste eeuw diverse series roestvrijstalen (Frans: acier inoxydable) rijtuigen. Ze zijn gebaseerd op Amerikaanse licenties en doen dan ook denken aan de Streamliners, die door vrijwel alle spoorwegmaatschappijen in Noord-Amerika zijn ingezet in hun langeafstandstreinen.

## DEV
De Division des Études Voitures van de Franse spoorwegen ontwikkelde in 1948 een nieuwe serie stalen rijtuigen. In 1950 volgde een eerste opdracht voor roestvrijstalen rijtuigen aan de Franse fabrikant Carel et Fouché. Deze had al in 1936 de licentie voor roestvrijstalen rijtuigen verkregen van de Amerikaanse rijtuigfabrikant Budd. Deze rijtuigen waren bestemd voor de Flèche d'Or, tussen Parijs en Londen, en de Drapeau, op het traject Parijs - Bordeaux. Deze eerste serie omvatte 36 eersteklas en 10 eerste/tweedeklasrijtuigen.

## Mistral 56
In 1956 is voor de prestigetrein Mistral, een luxe-uitvoering van de Inox-rijtuigen gebouwd. De serie Mistral 56 omvatte drie verschillende soorten rijtuigen:
- Generatorrijtuig voor de verwarming, airconditioning en stroomvoorziening van het boordnet.
- A5ruj, barrijtuig met 5 coupés.
- A8uj, eersteklasrijtuig met 8 coupés.

Er zijn geen restauratierijtuigen gebouwd omdat in de Mistral gebruikgemaakt werd van restauratierijtuigen van de CIWL. In 1965 zijn de rijtuigen voorzien van een rode band met het opschrift Trans Europ Express. De rijtuigen zijn ingezet in de Mistral, de Lyonnais, de Arbalète en de Goethe.

## PBA
In 1963 is voor de TEE-treinen op de route Parijs - Brussel - Amsterdam een vervolgserie gebouwd. De serie PBA omvatte vijf verschillende soorten rijtuigen:
- A2Dxj Generatorrijtuig met bagageafdeling en twee coupés eerste klas.
- A3rtuj barrijtuig met een salonafdeling eerste klas.
- A5rtuj keukenrijtuig met salonafdeling eerste klas.
- A8uj coupérijtuig eerste klas.
- A8tuj salonrijtuig eerste klas.

### A8tuj van de NMBS
De A8tuj werden door de Belgische industrie gebouwd en ondergebracht bij de Belgische spoorwegen, de andere rijtuigen werden gebouwd in Frankrijk en ondergebracht bij de Franse spoorwegen. Ook nu werd geen echt restauratierijtuig gebouwd omdat de maaltijden vanuit het keukenrijtuig op de zitplaats zouden worden geserveerd. Uiteraard hadden deze rijtuigen al meteen de rode band met opschrift. De rijtuigen zijn vanaf 1963 in de treindienst opgenomen.
- 1963: Brabant
- 1964: Étoile du Nord
- 1964: Ile de France
- 1964: Oiseau Bleu
- 1974: Memling
- 1974: Rubens
- 1978: Faidherbe
- 1978: Gayant
- 1978: Watteau

## Mistral 69
In het kader van de modernisering van de Mistral in 1969 werd tussen 1968 en 1970 een nieuwe serie Inox-rijtuigen gebouwd die nog luxer was dan de voorgangers. De serie Mistral 69 omvatte zes verschillende soorten rijtuigen:
- A4Dtuxj generatorrijtuig met bagageafdeling en een salon eerste klas.
- A3rtuj barrijtuig met een salonafdeling eerste klas.
- A8uj coupérijtuig eerste klas.
- A8tuj salonrijtuig eerste klas.
- Vruj restauratierijtuig.
- Arxuj servicerijtuig met bar, kiosk, kapper en secretariaat.

Het interieur van de coupé- en salonrijtuigen was vrijwel identiek aan de PBA-serie, de extra luxe kwam tot uiting in een echt restauratierijtuig en het servicerijtuig.
Deze serie is zowel bij de Franse spoorwegen als bij de Belgische spoorwegen en Zwitserse spoorwegen ondergebracht.
De Mistral 69 was ook de laatste serie Inox-rijtuigen. De Grand comfort rijtuigen uit 1972 kregen weer een gewone stalen bovenbouw. De Mistral 69-rijtuigen zijn ingezet in de:
- 1969: Mistral
- 1971: Rhodanien
- 1973: Molière
- 1974: Cisalpin
- 1974: Memling
- 1974: Rubens
- 1976: Arbalète
- 1978: Faidherbe
- 1978: Gayant
- 1978: Watteau
- 1980: Jules Verne

## Eurocity
Bij de invoering van het Eurocity net zijn een aantal Inox-rijtuigen voorzien van een tweedeklas-interieur. Hierbij werd ook de rode band vervangen door een groene band zonder opschrift. De Inox-rijtuigen hebben nog tot 1996 dienstgedaan in de EC Étoile du Nord, die toen vervangen is door de TGV PBKA.